# 5e parallèle sud
Pour les articles homonymes, voir 5e parallèle.
En géographie, le 5e parallèle sud est le parallèle joignant les points de la surface de la Terre dont la latitude est égale à 5° sud.

## Géographie

### Dimensions
Au niveau de 5° de latitude sud, un degré de longitude équivaut à 110,899 km ; la longueur totale du parallèle est donc de 39 924 km, soit 99,6 % de la longueur de l'équateur. Il en est distant de 553 km et du pôle Sud de 9 449 km.

### Régions traversées
En débutant par 0° de longitude et en se dirigeant vers l'est, le 5e parallèle sud traverse successivement :
- Océan Atlantique
- Afrique :
  - République du Congo
  - Angola (Cabinda)
  - République démocratique du Congo
  - Lac Tanganyika
  - Tanzanie
- Océan Indien (canal de Pemba)
- Afrique :
  - Tanzanie (île de Pemba)
- Océan Indien, passant près des îles suivantes :
  - À travers les Amirantes, Seychelles
  - Au sud de Mahé, Seychelles
  - Au nord de Peros Banhos, Territoire britannique de l'océan Indien
- Indonésie (Sumatra)
- Mer de Java
- Indonésie (Sulawesi)
- Mer de Banda
- Indonésie (Muna et Buton)
- Mer de Banda
- Indonésie (Nouvelle-Guinée occidentale)
- Papouasie-Nouvelle-Guinée
- Océan Pacifique (mer de Bismarck)
- Papouasie-Nouvelle-Guinée (Nouvelle-Bretagne)
- Océan Pacifique, passant près des îles suivantes :
  - Au sud de la Nouvelle-Irlande, Papouasie-Nouvelle-Guinée
  - Au nord de Buka, Papouasie-Nouvelle-Guinée
  - Au nord d'Ontong Java, Salomon
  - Au sud de Nikumaroro, Kiribati
- Amérique :
  - Pérou
  - Brésil
- Océan Atlantique